# اند (مجارستان)
(به مجاری: Ónod) یک منطقهٔ مسکونی در مجارستان است که در ناحیه میشکولتس واقع شده‌است.